# Grand Slam of Darts
| Grand Slam of Darts | Grand Slam of Darts                      |
| ------------------- | ---------------------------------------- |
| Sportart            | Darts                                    |
| Organisator         | PDC                                      |
| Turnierart          | Ranglistenturnier                        |
| Austragungsort      | Aldersley Leisure Village, Wolverhampton |
| Austragungszeitraum | November                                 |
| Rekordsieger        | Phil Taylor (6×)                         |
| amtierender Sieger  | Luke Littler                             |
| Letzte Austragung   | Grand Slam of Darts 2024                 |
| Nächste Austragung  | Grand Slam of Darts 2025                 |

Der Grand Slam of Darts ist ein seit 2007 von der Professional Darts Corporation (PDC) veranstaltetes Major-Dartsturnier. Hinsichtlich der Qualifikationsmöglichkeit über die erfolgreiche Teilnahme an anderen Turnieren unterscheidet er sich stark von allen anderen PDC-Wettbewerben. Eine weitere Besonderheit war, dass bis 2020 auch Spieler des konkurrierenden Dartverbandes BDO teilnahmen. Der verliehene Pokal trägt seit 2018 den Namen Eric Bristow Trophy.

## Geschichte
Der Grand Slam of Darts wurde 2007 erstmals ausgetragen und war das einzige Major-Turnier, bei dem Spieler der beiden konkurrierenden Dartverbände PDC und BDO gemeinsam an den Start gingen. Nachdem sich Rekordweltmeister Phil Taylor in den ersten drei Jahren hatte durchsetzen können, gelang es 2010 mit Scott Waites einmalig einem BDO-Spieler, den Titel zu gewinnen. Er hatte sich durch seine Finalteilnahme im World Masters 2008 für den Grand Slam 2009 qualifiziert, in dem er das Halbfinale erreichte, weshalb er 2010 erneut antreten durfte und gewann. 2020 beteiligten sich letztmals Spieler der BDO, da sie insolvent ging und liquidiert wurde. Seither nehmen nur noch Spieler der PDC teil.
Der englische Teamcaptain und dreimalige BDO-Weltmeister Martin Adams hatte seine Teilnahme am Grand Slam of Darts stets abgesagt, woraufhin sich die PDC entschied, ihn nicht mehr einzuladen. 2015 wurde er jedoch wieder eingeladen und trat erstmals an. Im Achtelfinale scheiterte er knapp mit 9:10 an Kim Huybrechts.
Im selben Jahr gewann Michael van Gerwen zum ersten Mal und wurde damit der zweite Spieler nach Phil Taylor, der alle Major-Turniere mindestens einmal gewinnen konnte.
Zu Ehren des 2018 verstorbenen Eric Bristow vergibt die PDC seit dem Grand Slam of Darts 2018 die Eric Bristow Trophy an den Sieger. Einen persönlichen Bezug zwischen Bristow und dem Turnier gibt es nicht; er war bei der Erstaustragung bereits nicht mehr als Profi aktiv.
Rekordsieger ist Phil Taylor mit sechs Titeln, ihm folgen Michael van Gerwen und Gerwyn Price mit jeweils drei.
Traditioneller Austragungsort ist Wolverhampton. Zunächst fand das Turnier in der dortigen Civic Hall statt, seit 2018 wird es im Aldersley Leisure Village veranstaltet. Wegen der COVID-19-Pandemie wich man 2020 in die Ricoh Arena in Coventry aus, wo der Grand Slam erstmals ohne Publikum gespielt wurde.
Da der Grand Slam of Darts in der Zeit um dem 11. November stattfindet, der im Vereinigten Königreich als Remembrance Day dem Gedenken Kriegstoter gewidmet ist, tragen viele Spieler, Verantwortliche, Kommentatoren und Zuschauer das Symbol einer roten Mohnblume – ein Remembrance Poppy, etwa als Anstecker am Revers.

## Format
Der Grand Slam of Darts findet gegen Ende eines Jahres statt und dauert etwa eine Woche.
Zu Beginn werden die 32 Spieler in acht Vierergruppen eingeteilt, in der jeder einmal gegen jeden spielt. Diese Gruppenphase nimmt bereits mehr als die Hälfte der Turnierzeit in Anspruch. Die jeweiligen Gruppenersten und -zweiten treten dann ab dem Achtelfinale in KO-Spielen an, um den Sieger zu ermitteln.
Die Gruppenspiele werden im Modus Best of 9 Legs ausgespielt, unentschiedene Partien sind daher nicht möglich. Im Achtelfinale müssen 10 Legs gewonnen werden, in den Viertelfinal- bis Finalpartien seit 2009 einheitlich 16.

## Qualifikation
Der Qualifikationsmodus änderte sich über die Zeit. Von Anfang an führten unter anderem Siege und manche Finalteilnahmen bei Major-Turnieren zur Teilnahme am Grand Slam. Bis 2014 wurden bei einigen Turnieren auch die beiden vergangenen Saisonen berücksichtigt, bei der Weltmeisterschaft zeitweise sogar die vergangenen fünf. Auch konnten bereits verlorene Halbfinale in Weltmeisterschaft oder Grand Slam zur Qualifikation führen.
Aktuell qualifizieren sich 16 Spieler über Siege oder Finalteilnahmen bei Major-Turnieren. Eventuell rücken auch Spieler über die PDC Pro Tour nach. Weitere acht Spieler qualifizieren sich über andere Wettbewerbe und nochmals acht über ein eigenes Qualifikationsturnier.
Majors und Pro-Tour
Sicher qualifiziert sind:
- Sieger der PDC World Darts Championship
- Sieger des Grand Slam of Darts (Titelverteidiger)
- Sieger der Premier League Darts
- Sieger des World Matchplay
- Sieger des World Grand Prix
- Sieger des World Masters
- Sieger der UK Open
- Sieger der European Darts Championship
- Sieger des Players Championship Finals
- Sieger des World Series of Darts Finals
- Beide Sieger des World Cup of Darts
- Finalist der PDC World Darts Championship
- Finalist des Grand Slam of Darts
- Finalist der Premier League Darts
- Finalist des World Matchplay

Falls hieraus aufgrund mehrfacher Turniergewinne bzw. Finalteilnahmen weniger als 16 Spieler hervorgehen, rücken in dieser Reihenfolge nach:
- Finalist des World Grand Prix
- Finalist des World Masters
- Finalist der UK Open
- Finalist der European Darts Championship
- Finalist der Players Championship Finals
- Finalist der World Series of Darts Finals
- Beide Finalisten des World Cup of Darts (sortiert nach der Position in der PDC Order of Merit)

Falls auch dadurch noch keine 16 Spieler zusammenkommen, folgen die noch nicht durch Majors qualifizierten Sieger von Turnieren der European Darts Tour, geordnet nach der Anzahl ihrer Siege und bei gleicher Anzahl nach der Position in der PDC Order of Merit. Sollten dann immer noch zu wenige Spieler qualifiziert sein, wird im gleichen Modus mit den Siegern der Players Championships verfahren.
Weitere Wettbewerbe
Weitere acht Spieler qualifizieren sich über andere Wettbewerbe der PDC. Dies ist in dieser Form erst seit 2021 der Fall, wobei sich die Wettbewerbe seitdem schon wieder verändert haben. 2025 qualifizieren sich:
- Sieger der PDC World Youth Championship
- Finalist der PDC World Youth Championship
- Höchstplatzierter noch nicht Qualifizierter der PDC Challenge Tour Order of Merit
- Höchstplatzierter noch nicht Qualifizierter der PDC Development Tour Order of Merit
- Siegerin des Women’s World Matchplay
- Höchstplatzierte noch nicht Qualifizierte der PDC Women’s Series Order of Merit
- Sieger der PDC Asian Championship
- Sieger der PDC North American Championship

Tour-Card-Holder können von diesem Qualifikationsweg ausgeschlossen sein. So führte Jeff Smiths Sieg bei der North American Championship 2023 nicht zur Teilnahme.
Qualifikationsturnier
Weitere acht Spieler erringen ihre Teilnahme über ein Qualifikationsturnier.

## Preisgeld
Das Gesamtpreisgeld von 650.000 Pfund verteilt sich wie folgt auf die 32 Teilnehmer (Stand 2022):
| Position              | Preisgeld |
| --------------------- | --------- |
| Gewinner              | 150.000 £ |
| Finalist              | 70.000 £  |
| Halbfinalisten        | 50.000 £  |
| Viertelfinalisten     | 25.000 £  |
| Achtelfinalisten      | 12.250 £  |
| 3. Platz Gruppenphase | 8.000 £   |
| 4. Platz Gruppenphase | 5.000 £   |
| Bonus Gruppensieg     | 3.500 £   |
| Gesamt                | 650.000 £ |

## Finalergebnisse
| Jahr | Austragungsort                           | Sieger                | Ergebnis | Finalist           | Sponsor        | Preisgeld | Preisgeld |
| Jahr | Austragungsort                           | Sieger                | Ergebnis | Finalist           | Sponsor        | Gesamt    | Sieger    |
| ---- | ---------------------------------------- | --------------------- | -------- | ------------------ | -------------- | --------- | --------- |
| 2007 | Civic Hall, Wolverhampton                | Phil Taylor           | 18 : 11  | Andy Hamilton      | PartyBets.com  | 0£300.000 | 0£80.000  |
| 2008 | Civic Hall, Wolverhampton                | Phil Taylor           | 18 : 9   | Terry Jenkins      | PartyPoker.com | 0£356.000 | 0£100.000 |
| 2009 | Civic Hall, Wolverhampton                | Phil Taylor           | 16 : 2   | Scott Waites       | PartyPoker.com | 0£400.000 | 0£100.000 |
| 2010 | Civic Hall, Wolverhampton                | Scott Waites          | 16 : 12  | James Wade         | Daily Mirror   | 0£400.000 | 0£100.000 |
| 2011 | Civic Hall, Wolverhampton                | Phil Taylor           | 16 : 4   | Gary Anderson      | William Hill   | 0£400.000 | 0£100.000 |
| 2012 | Civic Hall, Wolverhampton                | Raymond van Barneveld | 16 : 14  | Michael van Gerwen | William Hill   | 0£400.000 | 0£100.000 |
| 2013 | Civic Hall, Wolverhampton                | Phil Taylor           | 16 : 6   | Robert Thornton    | William Hill   | 0£400.000 | 0£100.000 |
| 2014 | Civic Hall, Wolverhampton                | Phil Taylor           | 16 : 13  | Dave Chisnall      | Singha Beer    | 0£400.000 | 0£100.000 |
| 2015 | Civic Hall, Wolverhampton                | Michael van Gerwen    | 16 : 13  | Phil Taylor        | Singha Beer    | 0£400.000 | 0£100.000 |
| 2016 | Civic Hall, Wolverhampton                | Michael van Gerwen    | 16 : 8   | James Wade         | Singha Beer    | 0£400.000 | 0£100.000 |
| 2017 | Civic Hall, Wolverhampton                | Michael van Gerwen    | 16 : 12  | Peter Wright       | Bwin           | 0£450.000 | 0£110.000 |
| 2018 | Aldersley Leisure Village, Wolverhampton | Gerwyn Price          | 16 : 13  | Gary Anderson      | Bwin           | 0£450.000 | 0£110.000 |
| 2019 | Aldersley Leisure Village, Wolverhampton | Gerwyn Price          | 16 : 6   | Peter Wright       | BoyleSports    | 0£550.000 | 0£125.000 |
| 2020 | Ricoh Arena, Coventry                    | José de Sousa         | 16 : 12  | James Wade         | BoyleSports    | 0£550.000 | 0£125.000 |
| 2021 | Aldersley Leisure Village, Wolverhampton | Gerwyn Price          | 16 : 8   | Peter Wright       | Cazoo          | 0£550.000 | 0£125.000 |
| 2022 | Aldersley Leisure Village, Wolverhampton | Michael Smith         | 16 : 5   | Nathan Aspinall    | Cazoo          | 0£650.000 | 0£150.000 |
| 2023 | Aldersley Leisure Village, Wolverhampton | Luke Humphries        | 16 : 8   | Rob Cross          | Mr Vegas       | 0£650.000 | 0£150.000 |
| 2024 | Aldersley Leisure Village, Wolverhampton | Luke Littler          | 16 : 3   | Martin Lukeman     | Mr Vegas       | 0£650.000 | 0£150.000 |
| 2025 | Aldersley Leisure Village, Wolverhampton |                       |          |                    | Mr Vegas       |           |           |

## Deutschsprachige Teilnehmer
- Gabriel Clemens
  - 2019: Achtelfinale (Niederlage gegen  Glen Durrant)
  - 2020: Gruppenphase (3. Platz)
  - 2021: Gruppenphase (3. Platz)

- Max Hopp
  - 2016: Gruppenphase (3. Platz)
  - 2018: Gruppenphase (3. Platz)

- Ricardo Pietreczko
  - 2023: Gruppenphase (4. Platz)

- Rowby-John Rodriguez
  - 2014: Gruppenphase (3. Platz)
  - 2015: Gruppenphase (3. Platz)
  - 2021: Achtelfinale (Niederlage gegen  James Wade)
  - 2024: Gruppenphase (3. Platz)

- Rusty-Jake Rodriguez
  - 2021: Gruppenphase (4. Platz)

- Martin Schindler
  - 2018: Gruppenphase (4. Platz)
  - 2019: Gruppenphase (4. Platz)
  - 2021: Gruppenphase (4. Platz)
  - 2022: Gruppenphase (3. Platz)
  - 2024: Gruppenphase (3. Platz)

- Mensur Suljović
  - 2016: Gruppenphase (3. Platz)
  - 2017: Viertelfinale (Niederlage gegen  Gary Anderson)
  - 2018: Halbfinale (Niederlage gegen  Gerwyn Price)
  - 2021: Achtelfinale (Niederlage gegen  Fallon Sherrock)
  - 2022: Gruppenphase (3. Platz)
  - 2024: Gruppenphase (4. Platz)

- Michael Unterbuchner
  - 2018: Viertelfinale (Niederlage gegen  Gary Anderson)

## Statistiken

### Nine dart finishes
Insgesamt wurde sechs Mal ein Neundarter beim Grand Slam of Darts gespielt. Erstmals gelang dies dem Engländer James Wade.
| Spieler               | Turnier, Runde      | Weg                             | Gegner             | Ergebnis   |
| --------------------- | ------------------- | ------------------------------- | ------------------ | ---------- |
| James Wade            | 2008, Achtelfinale  | 3 × T20; 3 × T20; T20, T19, D12 | Gary Anderson      | Niederlage |
| Kim Huybrechts        | 2014, Viertelfinale | 3 × T20; 3 × T20; T20, T19, D12 | Michael van Gerwen | Sieg       |
| Dave Chisnall         | 2015, Gruppenphase  | 3 × T20; 3 × T20; T20, T19, D12 | Peter Wright       | Sieg       |
| Dimitri Van den Bergh | 2018, Achtelfinale  | 3 × T20; 3 × T20; T20, T19, D12 | Stephen Bunting    | Sieg       |
| Josh Rock             | 2022, Achtelfinale  | 3 × T20; 3 × T20; T20, T19, D12 | Michael van Gerwen | Niederlage |
| Ryan Searle           | 2023, Gruppenphase  | 3 × T20; 3 × T20; T20, T19, D12 | Nathan Rafferty    | Sieg       |

### Höchste Averages

#### Gruppenphase
Die Tabelle alle Averages der Gruppenphase von mindestens 110 Punkten in der Turniergeschichte.
| #  | Spieler               | Jahr | Average | Gegner             | Ergebnis |
| -- | --------------------- | ---- | ------- | ------------------ | -------- |
| 1  | Michael van Gerwen    | 2021 | 115,19  | Joe Cullen         | 5:2      |
| 2  | Dimitri Van den Bergh | 2020 | 114,85  | Ricky Evans        | 5:1      |
| 3  | Gian van Veen         | 2024 | 114,71  | Stephen Bunting    | 5:1      |
| 4  | Phil Taylor           | 2014 | 114,65  | Christian Kist     | 5:1      |
| 5  | Geert De Vos          | 2015 | 113,86  | Jonny Clayton      | 5:0      |
| 6  | Michael Smith         | 2019 | 113,62  | Nathan Aspinall    | 5:1      |
| 7  | Gary Anderson         | 2024 | 113,20  | Ryan Joyce         | 5:1      |
| 8  | Michael van Gerwen    | 2018 | 112,66  | Gary Robson        | 5:1      |
| 9  | Gary Anderson         | 2018 | 112,54  | Ian White          | 5:1      |
| 10 | Gerwyn Price          | 2023 | 112,30  | Gian van Veen      | 5:1      |
| 11 | Phil Taylor           | 2013 | 112,16  | Stuart Kellett     | 5:0      |
| 11 | Luke Littler          | 2024 | 112,16  | Keane Barry        | 5:0      |
| 13 | Gary Anderson         | 2013 | 111,80  | Peter Wright       | 5:1      |
| 14 | Gary Anderson         | 2017 | 111,79  | Berry van Peer     | 5:1      |
| 15 | James Wade            | 2021 | 111,71  | Rob Cross          | 5:2      |
| 16 | Michael van Gerwen    | 2019 | 111,38  | Ross Smith         | 5:2      |
| 17 | Wessel Nijman         | 2024 | 111,10  | Gian van Veen      | 4:5      |
| 18 | James Wade            | 2008 | 111,03  | Denis Ovens        | 5:3      |
| 19 | Gerwyn Price          | 2023 | 110,51  | Ryan Searle        | 5:0      |
| 20 | Gian van Veen         | 2024 | 110,39  | Josh Rock          | 5:2      |
| 21 | Gabriel Clemens       | 2019 | 110,27  | Richard Veenstra   | 5:2      |
| 22 | Roland Scholten       | 2007 | 110,21  | Michael van Gerwen | 5:1      |
| 23 | Raymond van Barneveld | 2016 | 110,15  | Nathan Aspinall    | 5:1      |

#### K.O.-Phase
Die Tabelle alle Averages der K.O.-Phase von mindestens 105 Punkten in der Turniergeschichte.
| #  | Spieler            | Jahr | Runde         | Average | Gegner                | Ergebnis |
| -- | ------------------ | ---- | ------------- | ------- | --------------------- | -------- |
| 1  | Phil Taylor        | 2011 | Achtelfinale  | 112,37  | Wes Newton            | 10:3     |
| 2  | Michael van Gerwen | 2016 | Halbfinale    | 111,17  | Peter Wright          | 16:10    |
| 3  | Michael van Gerwen | 2015 | Viertelfinale | 111,05  | Kim Huybrechts        | 16:4     |
| 4  | Adrian Lewis       | 2013 | Halbfinale    | 110,99  | Phil Taylor           | 9:16     |
| 5  | Phil Taylor        | 2013 | Halbfinale    | 109,76  | Adrian Lewis          | 16:9     |
| 6  | Michael van Gerwen | 2015 | Achtelfinale  | 109,18  | Steve Beaton          | 10:2     |
| 7  | Phil Taylor        | 2011 | Finale        | 109,04  | Gary Anderson         | 16:4     |
| 8  | Michael van Gerwen | 2012 | Achtelfinale  | 108,38  | Phil Taylor           | 10:5     |
| 9  | Michael van Gerwen | 2018 | Achtelfinale  | 108,32  | Michael Smith         | 10:8     |
| 10 | Gerwyn Price       | 2019 | Finale        | 107,86  | Peter Wright          | 16:6     |
| 11 | Phil Taylor        | 2011 | Halbfinale    | 107,76  | Adrian Lewis          | 16:9     |
| 12 | Michael van Gerwen | 2022 | Achtelfinale  | 107,71  | Josh Rock             | 10:8     |
| 13 | Phil Taylor        | 2009 | Achtelfinale  | 107,53  | Colin Lloyd           | 10:4     |
| 14 | Phil Taylor        | 2014 | Viertelfinale | 107,28  | Michael Smith         | 16:3     |
| 15 | Luke Littler       | 2024 | Finale        | 107,08  | Martin Lukeman        | 16:3     |
| 16 | Gary Anderson      | 2017 | Achtelfinale  | 106,91  | Michael Smith         | 10:6     |
| 17 | Michael van Gerwen | 2017 | Halbfinale    | 106,87  | Phil Taylor           | 16:8     |
| 18 | Michael van Gerwen | 2012 | Viertelfinale | 106,63  | Scott Waites          | 16:12    |
| 19 | Phil Taylor        | 2008 | Halbfinale    | 106,56  | Mervyn King           | 16:10    |
| 20 | Gian van Veen      | 2024 | Achtelfinale  | 106,45  | Ryan Joyce            | 10:2     |
| 21 | Phil Taylor        | 2008 | Finale        | 106,26  | Terry Jenkins         | 18:9     |
| 22 | Gary Anderson      | 2013 | Achtelfinale  | 106,13  | Phil Taylor           | 5:10     |
| 23 | Phil Taylor        | 2009 | Halbfinale    | 106,11  | Raymond van Barneveld | 16:6     |
| 24 | Mensur Suljović    | 2017 | Achtelfinale  | 105,84  | Berry van Peer        | 10:2     |
| 25 | Kevin McDine       | 2007 | Achtelfinale  | 105,79  | James Wade            | 10:7     |
| 26 | Gary Anderson      | 2008 | Halbfinale    | 105,65  | Terry Jenkins         | 14:16    |
| 27 | Luke Humphries     | 2023 | Achtelfinale  | 105,42  | Ryan Searle           | 10:7     |
| 28 | Adrian Lewis       | 2013 | Achtelfinale  | 105,24  | Michael van Gerwen    | 10:8     |
| 29 | Luke Littler       | 2024 | Viertelfinale | 105,11  | Jermaine Wattimena    | 16:2     |

## Übertragung
Seit 2013 wird das Turnier in Deutschland in Teilen von Sport1 im Free-TV übertragen. Dazu gab es 2014 Übertragungen im Pay-TV bei Sport1+ sowie im Internet per Livestream auf der Homepage Sport1.de. Seit einigen Jahren zeigt der Streamingdienst DAZN den kompletten Grand Slam.